# Hôtel de Stockhem
L'Hôtel de Stockhem, appelé également de Stockhem de Heers, est un ancien hôtel particulier du début du XVIIIe siècle situé en Belgique à Liège, au no 13 de la rue Hors-Château.

## Historique
L'hôtel de Stockhem est construit aux environs de 1700, à l'emplacement d'un immeuble du XVIIe siècle dont il a conservé très peu d'éléments. Cet hôtel de maître a appartenu à la famille de Stockhem jusqu'aux environs de 1816. Après avoir fait fortune dans le monde de la métallurgie puis grâce à un commerce de rentes, les Stockhem cumulent des charges dans la plus haute magistrature de la cité de Liège et plusieurs autres membres de la famille feront partie du chapitre cathédral Saint-Lambert. Des alliances matrimoniales les font entrer dans la grande bourgeoisie et bientôt dans la noblesse. La Révolution va porter un coup sévère au lignage des Stockhem.
En 1936, l'hôtel de Stockhem devient le siège de l'école d'hôtellerie de Liège. Quelques années plus tard, l'école s'étend également à l'hôtel de Grady voisin.

## Classement
L'hôtel de Stockem est classé au Patrimoine immobilier de la Région wallonne en 1950.